# Вук Рашовић (џудиста)
Вук Рашовић (Врујица, 20. децембар 1939) је српски џудиста, носилац пурпурног појаса, девети дан.

## Биографија
Рођен је у селу Врујица у Црној Гори. Основну школу је учио у Крушчићу, Београду, Ужичкој Пожеги и Никшићу. Први и други разред гимназије завршио је у Бијелом Пољу, а гимназију је завршио 1957. године у Иванграду.
Након завршетка гимназије, уписује Машински факултет у Београду 1958. године. На њему је апсолвирао 1963. године, али није га завршио. Од 1959. године је почео да се бави џудоом. Завршио је вишу тренерску школу за борилачке спортове, одсек за џудо.
Додељено му је звање и диплома професора Више тренерске школе у Београду. На СОС каналу води телевизијску емисију „Џудо“. Такође је и џудо тренер. Оснивач је три џудо клуба: „Машинац“, „Вождовац“ и „Трудбеник“.
Током каријере је био и судија у џудоу. Током судијске каријере је достигао међународни ранг и са великим успехом судио на бројним међународним такмичењима.
Руководио је организацијом 20 првенстава државе, првенства Балкана 1983. године, првенства Европе 1986. године, првенства света 1989. године. Такође је руководио организацијом Балканијада младих од 1996. до 1999. године.
Био је председник џудо клуба „Студент“, председник Џудо савеза Београда, Џудо савез Србије и Џудо савеза Југославије. Спортски директор Џудо савеза Србије је био у периоду од 1987. до 1999. године.
Обављао је и функцију председника ветеранске асоцијације Србије и функцију председника Универзитетског спортског савеза Београда.
Женио се 2 пута, а из 2 брака има ћерку Дијану и синове Бранка, Рељу и Небојшу.
По вероисповести је православац.

## Спортски успеси
Вук Рашовић је џудоом почео да се бави 1959. године у Београду, на препоруку рвача Мирослава Читаковића — Чите. Тада је постао члан универзитетског џудо клуба „Студент“.
Студентски првак СФРЈ је постао 1964. године.
Првенство Србије је освајао 1962. (браон појас), 1963. (браон појас), 1965, 1968, 1969, 1970, 1971, 1981. године.
Првенство Југославије је освајао 2 пута (1966. и 1975. године), док је друго место заузимао 3 пута (1963. (браон појас), 1965. и 1973. године), као и треће место 3 пута (1967,1970. и 1977. године).
Од резултата на међународним такмичењима у најзначајније спадају: Сарајево 1964. године, 3. место; Куп Јадрана у Сплиту 1966. године 1 место, 1967. године 1. место и 1972. године 3. место; Заострог, 1973. године, 1. место (супертешка категорија) и 1. место (апсолутна категорија).
До 1989. године (своје 50. године) је наступао у сениорској конкуренцији, након чега је почео да се такмичи као ветеран. Током своје сениорске каријере освојио је преко 30 титула првака Београда и Србије.
Као ветеран освајао је бројна такмичења. Неки од највећих успеха су:
- Првак Европе: 2004. године (супертешка и апсолутна категорија), 2007. године
- Светско првенство: 2002. године (супертешка категорија), 2004. (супертешка категорија), 2005. (супертешка и апсолутна категорија), 2006. године (супертешка категорија), 2008. године, 2009. године (супертешка и апсолутна), 2010. године. Други на свету је био 2002. године (апсолутна категорија), 2004. (апсолутна категорија), 2006. (апсолутна категорија), док је треће место заузео 2003. године.

## Признања
Мајска награда СОФК Југославије и Златна значка Министарства спорта Југославије.
Носилац је југословенског одликовања Орден рада, са сребрним зрацима.
Светска џудо федерација му је 2009. године у Атланти доделила признање Великог мајстора џудоа. Награду за животно дело града Београда је добио 2011. године у Београду. Године 2011. му је председник Светске џудо федерације, Маријус Визер уручио специјално признање за изузетан допринос и развој џудо спорта.